# Akira Kakinuma
Akira Kakinuma (柿沼章, Kakinuma Akira), né le 24 avril 1972 à Tochigi, est un coureur cycliste japonais

## Palmarès et classements mondiaux

### Palmarès
- 1997
  -  Champion du Japon du contre-la-montre
- 2000
  - 2e du JBCF Shuzenji
- 2001
  -  Champion du Japon du contre-la-montre
- 2007
  - JBCF Gunma

### Classements mondiaux
| Année         | 2005 | 2008 |
| ------------- | ---- | ---- |
| UCI Asia Tour | 98e  | 176e |